# نگخانووو
نگخانووو (به لاتین: Niechanowo) یک روستا در لهستان است که در گمینا نگخانووو واقع شده‌است. نگخانووو ۲٬۳۰۰ نفر جمعیت دارد.